# نفرین کننده
نفرین کننده (انگلیسی: The Accuser) فیلمی فرانسوی و محصول سال ۱۹۷۷ میلادی است.